# Klapholtdal
Klapholtdal (dansk), Klappholttal (tysk) eller Klapholtdääl (nordfrisisk) er en forhenværende klitdal i Listland på den nordlige del af den nordfrisiske ø Sild. 
Klitområdet har et samlet aral på 7,5 hektar. Den udbredte klithede er blandt andet bevokset med lyng, marehalm og andre klitplanter. I årene 1893 til 1914 blev forsøgt at standse klitvandringen med dens enorme sandflugt hen over landet ved at beplante vandreklitterne med fyr. Selvom forsøget mislykkedes, ses endnu i dag resterne af fyrbevoksning i området.
De få bygninger i dalen ligger i dag tilpasset til landskabet. Blandt dem er en lejrskole og en højskole. Ved Klapholtdalen ligger grænsen, der indtil 1864 markerede overgangen fra det nordlige Sild, der tilhørte kongeriget til den del, der tilhørte hertugdømmet.